# Daniel Francis Walsh
Daniel Francis Walsh (ur. 2 października 1937 w San Francisco, Kalifornia) – amerykański duchowny katolicki, biskup Santa Rosy w Kalifornii w latach 2000-2011.

## Życiorys
Święcenia kapłańskie otrzymał 30 marca 1963 i inkardynowany został do archidiecezji San Francisco. W latach 1970–1976 był asystentem kanclerza archidiecezji, a następnie prywatnym sekretarzem metropolity Josepha McGuckena. Od 1978 kanclerz, a od 1981 wikariusz generalny archidiecezji San Francisco.
30 czerwca 1981 papież Jan Paweł II mianował go biskupem pomocniczym San Francisco ze stolicą tytularną Tigias. Sakry udzielił mu jego ówczesny zwierzchnik abp John Raphael Quinn.
3 czerwca 1987 mianowany ordynariuszem ówczesnej diecezji Reno-Las Vegas. Po utworzeniu 21 marca 1995 nowej diecezji z siedzibą w Las Vegas, bp Walsh został jej pierwszym biskupem. 11 kwietnia 2000 przeniesiony do Santa Rosy, gdzie pozostał do emerytury 30 czerwca 2011. Pół roku przed odejściem otrzymał do pomocy koadiutora, który przejął po nim sukcesję.
W 2006 roku Walshowi groziły zarzuty karne za nie zgłoszenie na czas władzom informacji o przestępstwach seksualnych jakich dopuścił się ksiądz Xavier Ochoa. Ochoa przyznał się do nich przed Walshem ale ten dopiero pięć dni później poinformował o tym władze. Władze stwierdziły, że opóźnienie pozwoliło Ochoa na ucieczkę do Meksyku, zanim mógł zostać aresztowany. Prawo stanu Kalifornia wymaga aby osoba dysponując informacjami o przestępstwach seksualnych, najpóźniej w przeciągu 36 godzin zgłosiła ten fakt odpowiednim służbom.